# Никола Радмановић (фудбалер)
Никола Радмановић (Бихаћ, 1. март 1969 — 21. јул 2022) био је српски фудбалер.

## Каријера
Рођен је у Бихаћу 1. марта 1969. године, али је одрастао у Црвенки. Прве фудбалске кораке је направио у Врбасу, а потом је играо за Бечеј, да би затим 1992. прешао у београдску Црвену звезду.
За екипу Црвене звезде је наступао од 1992. до 1996. године, укупно је одиграо 91 утакмицу и освојио једно првенство и три национална купа. После београдског клуба носио је дрес шпанске Мериде.
Након завршетка играчке каријере био је тренер у систему Црвене звезде, радио је као асистент Владимиру Петровићу Пижону у првом тиму. Већи део тренерског стажа провео у омладинској школи Црвене звезде где је са клупе предводио неколико талентованих генерација.
Преминуо је 21. јула 2022. године.

## Успеси
Бечеј
- Друга лига Југославије: 1991/92.

Црвена звезда
- Прва лига СР Југославије: 1994/95.
- Куп СР Југославије: 1992/93, 1994/95, 1995/96.

Мерида
- Друга лига Шпаније: 1996/97.